# Телесуфлёр
| (1) Телекамера             | (2) Кожух                  |
| (3) Монитор                | (4) Полупрозрачное зеркало |
| (5) Изображение от объекта | (6) Изображение с монитора |

Схема работы современного телесуфлёра: (1) Телекамера(2) Кожух(3) Монитор(4) Полупрозрачное зеркало(5) Изображение от объекта(6) Изображение с монитора

Телесуфлёр (фр. télésouffleur — телеподсказчик) , телепромтер, телепромптер (англ. teleprompter от prompt «подсказка», autocue) — дисплей, отображающий текст речи или сценария для диктора или актёра незаметно для зрителя. Раньше для этого использовались бумажная лента и карточки.
Даже если подсказку разместить рядом с объективом, диктору приходится отводить взгляд. Телесуфлёр располагается прямо перед объективом, и диктор, обращаясь к подсказке, не перестаёт смотреть в камеру, так что у зрителей возникает иллюзия спонтанности речи.
На устройстве (аппаратном телесуфлере или компьютере) установлено специализированное программное обеспечение для прокрутки сценариев.

## Устройство

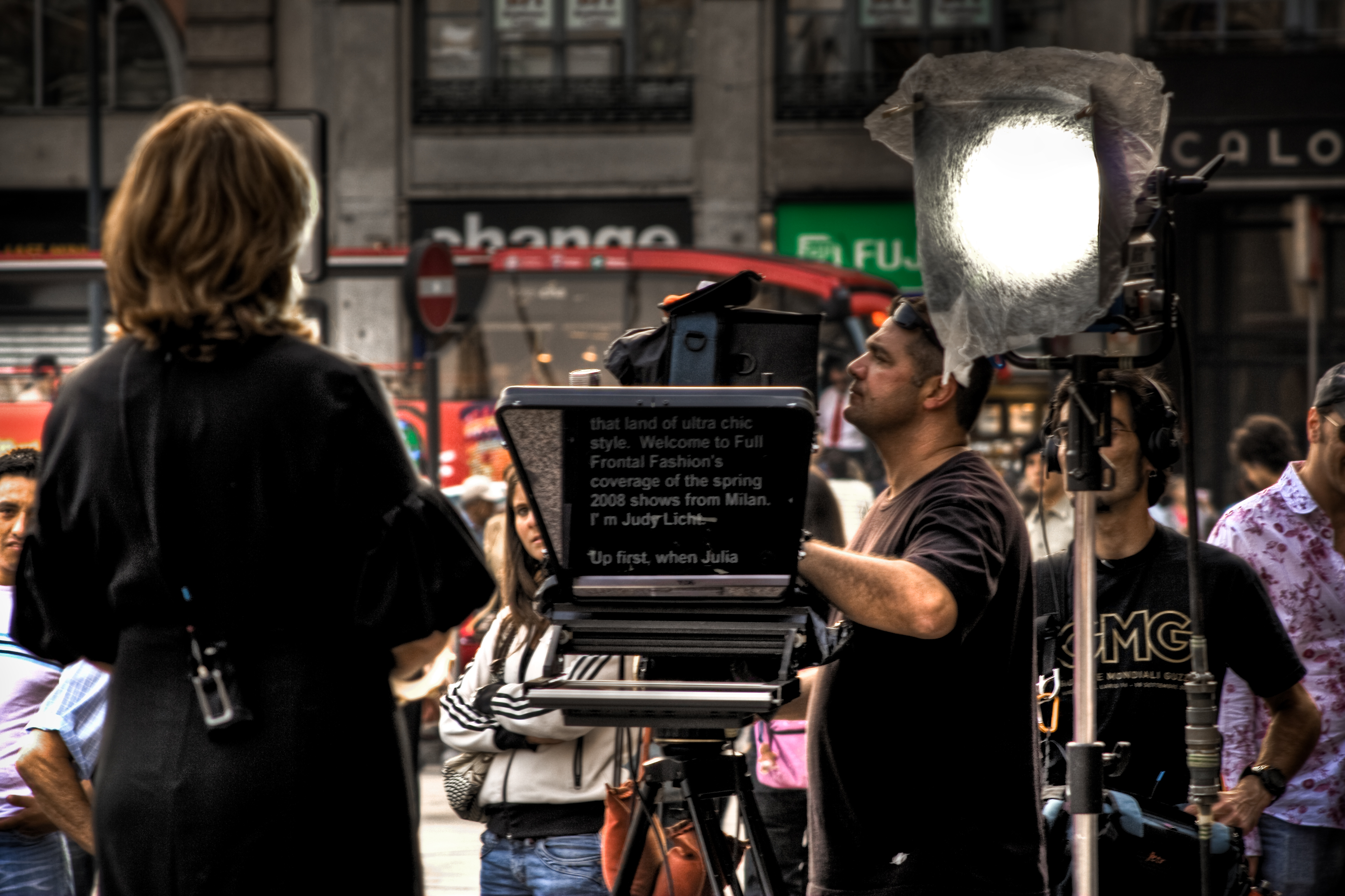
Телесуфлёр в действии

Современные телесуфлёры представляют собой экран, находящийся возле телевизионной камеры, и полупрозрачное зеркало перед объективом. Прозрачность зеркала подбирается такой, чтобы камера могла снимать сквозь него, и в то же время подсказка была хорошо видна.
Недостаток телесуфлёра в том, что нужна бо́льшая чувствительность камеры. Впрочем, для современных телекамер это уже не проблема.
Скоростью прокрутки управляет либо сидящий в аппаратной человек, либо сам ведущий (с помощью скрытой педали).

## История
Несмотря на то, что в зарубежных источниках утверждается о создании первых телесуфлёров в 1950-х гг. в США, пальма первенства в создании устройств суфлирования на телевидении фактически принадлежит СССР. В 1949 году работник Отдела Телевизионного радиовещания Ленинградского комитета радиоинформации (ОТВ ЛКРИ, впоследствии преобразован в Ленинградское ТВ) Владимир Покорский, чтобы облегчить жизнь дикторам, придумал довольно громоздкую, совершенно непохожую на то, что применяется сегодня, конструкцию из двух барабанов и рулона с написанным от руки текстом. Первый барабан служил подающим узлом, а второй — приёмным. Это «чудо техники» Покорский назвал суфлёрским текстом. Изобретатель не успокоился на этом и продолжил совершенствовать систему. Барабаны с намотанной на них бумагой были дополнены большой линзой, позволявшей увеличить текст настолько, чтобы его было удобно читать. В результате появился суфлёр ТС-52 (телесуфлёр 1952 года разработки), который спустя короткое время также был усовершенствован и приобрёл вид, напоминавший те устройства, которые применяются на телевидении сегодня. Уже в 1953 году изобретение Покорского находит применение в телецентрах Москвы и Киева, а потом и других городов.

Компания «TelePrompTer» (США) была основана в 1950-х годах Фредом Бартоном младшим (Fred Barton Jr.), Хьюбертом Шлафлаем (Hubert J. Schlafly) и Ирвингом Берлином Каном (Irving Berlin Kahn). Бартон был актёром, предложившим идею телесуфлёра как средство помощи для телеведущих, которым требовалось запоминать огромное количество текста в сжатые сроки.
Первый телесуфлёр на базе персонального компьютера Compu=Prompt появился в 1982 году. Он был создан и производился Кортни Гудином (Courtney M. Goodin) и Лоренсом Абрамсом (Laurence B. Abrams) в Голливуде. Устройство представляло собой программный комплекс для Atari 800 и модифицированную видеокамеру. Позднее компания превратилась в «ProPrompt Inc.», которая занимается телесуфлёрами и по сей день.
Другие компании-производители бумажных телесуфлёров «Q-TV» и «Telescript» не отставали и через несколько лет представили свои варианты телесуфлёров на базе компьютера. В то время графическая подсистема компьютеров уже могла плавно прокручивать отображаемый текст.
Джесс Оппенгеймер, продюсер сериала «Я люблю Люси», заявил, что именно он является автором идеи телесуфлёра, за что и получил патент. Хотя первоначально устройство помогало Люсиль Болл читать рекламные объявления, вскоре оно обрело популярность при создании выпусков новостей.
В конце 1990-х — начале 2000-х годов компания «Autoscript» первой начала использовать ЖК-мониторы вместо использовавшихся ранее ЭЛТ-мониторов. Это позволило существенно уменьшить вес камеры, сделать её более мобильной. Эта же компания ввела дисплеи высокой контрастности, что позволило использовать телесуфлёры при прямом солнечном свете. Как дальнейшее развитие своих достижений в 2005 году компания выпустила телесуфлёр, управляемый голосом (Voice Activated Prompting). Это позволило избавиться от дополнительных устройств для управления скоростью прокрутки. Новый телесуфлёр просто прокручивает текст по мере его прочтения человеком.

## Современное использование

### Телевидение

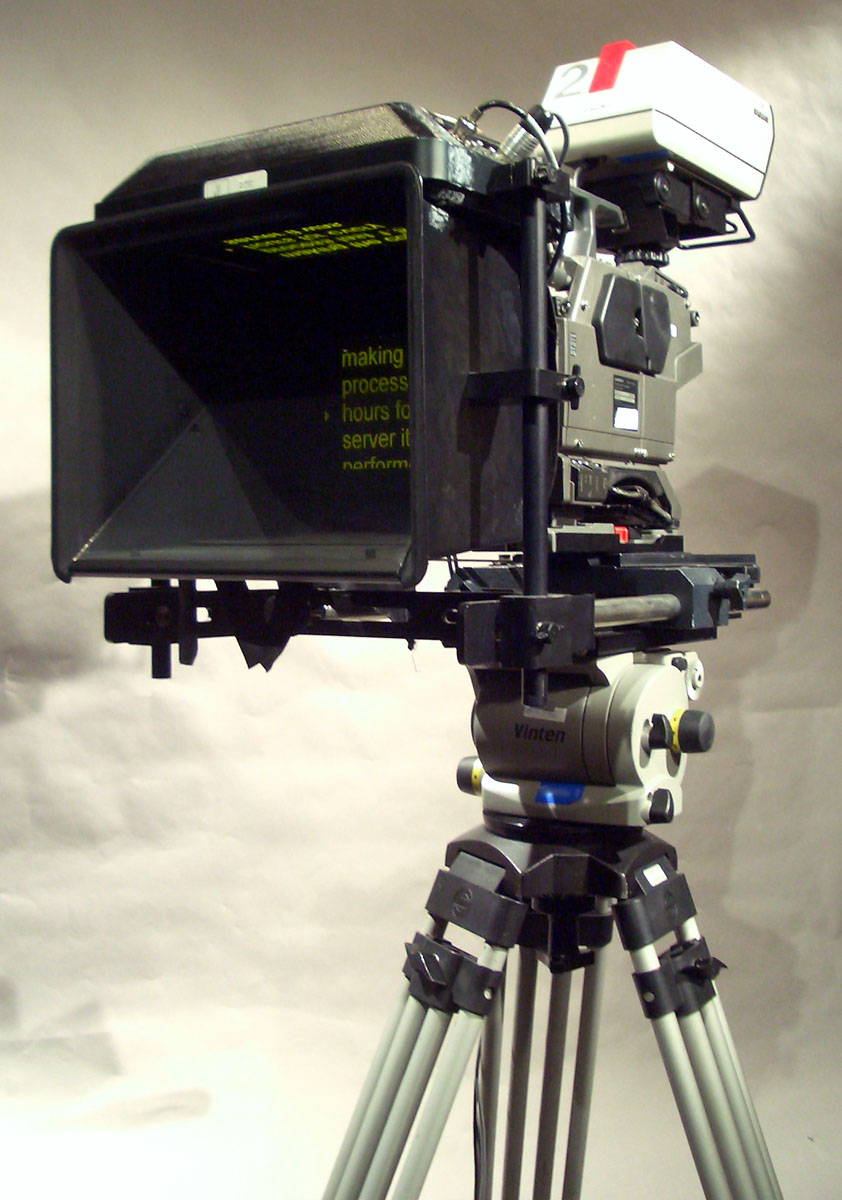
Фотография телесуфлёра в действии

Современные телесуфлёры для телевизионных выпусков новостей состоят из персонального компьютера, к которому подключены мониторы на каждой камере. Мониторы обычно чёрно-белые и выводят перевёрнутое изображение, которое после отражения в зеркале выглядит нормально.
К компьютеру подключается периферийное устройство — кнопка, при помощи которой можно замедлять и ускорять скорость прокрутки текста или даже прокручивать текст в обратном направлении. Для улучшения читаемости текст выводится белыми буквами на чёрном фоне. Сложные слова, например иностранные фамилии, часто выводятся согласно их фонетическому звучанию, а не правильному написанию (это актуально для многих языков, в первую очередь — английского).

### Выступления

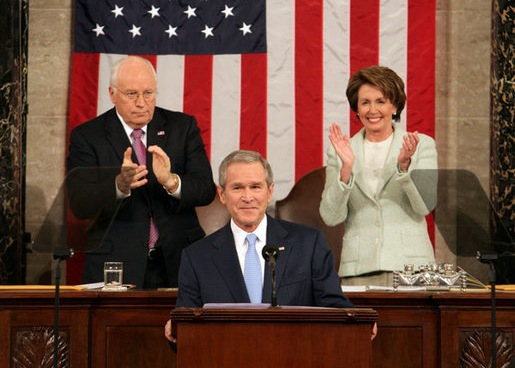
Джордж Буш во время выступления (2007). По обе стороны от трибуны расположены затемнённые полупрозрачные телесуфлёры

Телесуфлёры также применяются во время выступлений и произнесения речей. В таких телесуфлёрах в качестве отражающей поверхности используют стекло с частично отражающим покрытием. Оно практически прозрачно и не закрывает обзор для слушателей или камер. Обычно два таких телесуфлёра устанавливаются по обе стороны от трибуны (если она имеется) таким образом, чтобы оратор при взгляде в любую часть аудитории видел хотя бы один. За исключением изменённого внешнего вида, такие телесуфлёры ничем не отличаются от используемых на телевидении.
Кроме того, сейчас получили распространение «личные телесуфлёры» (англ. personal teleprompters) — приложения, запускаемые на обычном персональном компьютере или ноутбуке для плавного вывода текста на имеющийся экран. Они получили распространение при выступлениях, проведении церемоний и т. п.

### Концерты
Иногда телесуфлёры используются на концертах, чтобы помочь исполнителям, которые не могут запомнить слов песен. Эти телесуфлёры идентичны используемым на выступлениях, или даже представляют собой просто монитор, стоящий на сцене.

### «Interrotron»
Режиссёр документальных фильмов Эррол Моррис при съёмке интервью использовал систему, похожую на телесуфлёр, которую он назвал «interrotron». Оборудование телесуфлёра устанавливается на камеру (зачастую плёночную). Вместо вывода текста для чтения, на экран выводится изображение с видеокамеры, направленной на Морриса, сидящего рядом. Интервьюируемый в ходе ответов на вопросы Морриса смотрит не куда-то в сторону, а прямо в объектив камеры. Камера, направленная на Морриса, также может быть оборудована подобным образом (то есть показывать на телесуфлёре лицо интервьюируемого). Данная технология может создать ощущение общения лицом к лицу во время интервью.